# Pravni fakultet Sveučilišta u Beogradu
Pravni Fakultet Sveučilišta u Beogradu i najstarija pravna škola u Srbiji osnovana 1808. godine u okviru Velike škole. Nalazi se na uglu Bulevara kralja Aleksandra i Beogradske ulice.

## Povijest

### 1808. – 1863.
Može se govoriti o povijesti pravnog školovanja u Srbiji od 1808. godine kada je u Beogradu osnovana Velika škola. U tadašnjem liceju s dva odjela - filozofskim i pravnim nastava je trajala dvije godine (za filozofiju) i dodatne tri godine za pravo. Većina profesora je bila školovana u inozemstvu. Među znamenitim jest Jovan Sterija Popović koji je predavao Uvod u pravo i Sudski postupak. Posebne studije prava započinju 1853. godine. Tadašnja zgrada fakulteta bila je u Konaku kneginje Ljubice. Licej 1863. postaje Velika škola od koje je kasnije nastalo i Sveučilište. Prostorije su se nalazile u zdanju Kapetan Mišino, a studije su trajale četiri godine.

### 1905. – 1945.
Godine 1905. donosi se Zakon o Sveučilištu i Velika škola službeno mijenja svoj status u Sveučilište. Zbog sve većih potreba, fakultet se seli u zdanja današnjeg Filološkog fakulteta, a biblioteka u zgradu na Obilićevom vencu. U novu zagradu fakultet se useljava 1937. godine. Prije Drugog svjetskog rata na fakultetu je bilo oko 4 000 studenata i mnoštvo profesora od kojih je većina bila školovana u inozemstvu. U to su vrijeme predavali Toma Živanović, Slobodan Jovanović, Đorđe Tasić, Mihailo Ilić i drugi. U vrijeme rata fakultet nije radio, a u zgradi se nalazila njemačka komanda. Više je profesora poslano u zarobljeništvo u koncentracijski logor, a dva, Mihailo Ilić i Đorđe Tasić strijeljali su se 1944. godine.

### 1945. – danas
Poslije rata, u novoj političkoj klimi, rad fakulteta osjetno se mijenja. U nastavni program unosi se mnoštvo predmeta koji su bili po volji tadašnjoj vlasti. I dalje, međutim, na njemu rade vrhunski stručnjaci. Godine 1971. godine s fakulteta je potjerano nekoliko nastavnika koji su, diskutirajući o ustavnim amandmanima 1971. godine, kritizirali razbijanje Jugoslavije, a posebno težak položaj koji se time nameće srpskomu narodu.
Devedesetih, kada je dekan bio Miroslav Petrović, počinju lagane promjene na fakultetu, na kojem se postupno modernizira i nastava i administracija. Krajem devedesetih, međutim, s fakulteta odlazi većina nastavnika nezadovoljnih Zakonom o sveučilištu koja je tadašnja vlast Slobodana Miloševića donijela kako bi povećala kontrolu nad Sveučilištem.
Posljednjih se godina Fakultet uključio u Bolonjski proces   Arhivirana inačica izvorne stranice od 27. rujna 2007. (Wayback Machine) i temeljito promijenio nastavni plan i program, a surađuje i sa svjetski priznatim profesorom Alanom Watson, počasnim doktorom Univerziteta u Beogradu, u čiju je čast Pravni fakultet osnovao Zakladu Alan Watson. Predsjednik je zaklade profesor Sima Avramović. Za ljubitelje rimskog prava i antike od 1970. godine postoji i fakultetski klub Forum Romanum.

## Zgrada fakulteta
Zgrada u kome se danas nalazi fakultet gradila se od 1937. do 1940. godine. Projekt je izradio arhitekt Petar Bajalović. U njoj se nalazi više učionica i amfiteatara od kojih je najveći i napoznatiji amfiteatar V (tzv. petica) koji od 2006. godine nosi ime amfiteatar Radomir Lukić. Biblioteka fakulteta, koja sadrži značajan fond, također je smještena u zgradi. Aneks fakulteta završen je 1995.

## Poznati studenti
- Rešad Bešlagić
- Džemal Bijedić
- Mirko Božić
- Vuk Drašković
- Kiro Gligorov
- Dragan Jočić
- Slobodan Milošević
- Milan Milutinović
- Vladan Batić
- Vilim Herman
- Ranko Krivokapić
- Laza Lazarević
- Milan St. Protić
- Fredy Perlman
- Goran Svilanović
- Danilo Türk
- Miodrag Vlahović
- Hasan Kikić
- Vojislav Koštunica
- Snežana Malović
- Lazar Mojsov
- Branislav Nušić
- Fredy Perlman
- Ivo Lola Ribar
- Josip Roglić
- David Sinčić
- Ivan Stambolić
- Borisav Stanković
- Siniša Triva
- Filip Vujanović
- Svetozar Vukmanović – Tempo

## Vanjske poveznice
- Pravni fakultet Sveučilišta u Beogradu